# Mišljen
 Ovo je glavno značenje pojma Mišljen. Za naselje u Mađarskoj pogledajte Mišljen (Baranjska županija).
Mišljen je naseljeno mjesto u općini Ljubinje, Republika Srpska, BiH.
Nalazi se na samoj granici s Federacijom BiH.

## Stanovništvo

### 1991.
Nacionalni sastav stanovništva 1991. godine, bio je sljedeći:
ukupno: 65
- Hrvati - 36 (55.38%)
- Srbi - 28 (43.08%)
- ostali, neopredijeljeni i nepoznato - 1 (1,54%)

Mišljen je, po popisu iz 1991., bilo jedino naseljeno mjesto u općini Ljubinje s hrvatskom većinom.

### 2013.
Nacionalni sastav stanovništva 2013. godine, bio je sljedeći:
ukupno: 4
- Srbi - 4

## Vanjske poveznice
- Satelitska snimka[neaktivna poveznica]